# プテロスチルベン
プテロスチルベン（Pterostilbene、/[ˌtɛrəˈstɪlbiːn]/、トランス-3,5-ジメトキシ-4-ヒドロキシスチルベン）は、スチルベノイドの1つでレスベラトロールの類縁体である。植物においては、ファイトアレキシンとして自己防衛のため分泌される。

## 自然界
プテロスチルベンは、アーモンドやブルーベリーを含むスノキ属の果実、ブドウの葉やつるの他、ビルマカリンの心材に含まれる。

## 安全性
プテロスチルベンは腐食性があるとされ、目に入ると危険であるほか、特に水生生物には毒素となる。プテロスチルベンを健康な被験者に6-8週間投与したプラセボ対照二重盲検ランダム化比較試験によれば、投与量250mg/日まで安全に使用できることが示されている。
類縁体であるレスベラトロールは2007年にFDA GRASステータスを取得し、2016年には欧州食品安全機関（EFSA）が合成レスベラトロールを安全な化合物として承認した。プテロスチルベンは、2つのメトキシ基をもつことから親油性と経口吸収性が高く、生物学的利用能がレスベラトロールの20%に対して80%と高くなっている。

## 研究
プテロスチルベンは、実験室および予備的臨床研究において研究が進められている。2020年には、東京理科大学の研究グループにより、潰瘍性大腸炎などの炎症性腸疾患で見られる免疫細胞の過剰な活動を抑制する効果があり、実際にマウスへの経口投与で症状の進行を抑えられたことが発表された。